# Tổng Công ty Dầu Việt Nam
Tổng Công ty Dầu Việt Nam - Công ty Cổ phần (tên giao dịch quốc tế: PetroVietnam Oil Joint Stock Corporation, viết tắt: PV Oil) là một đơn vị thành viên chủ lực trực thuộc Tập đoàn Dầu khí Việt Nam hoạt động trong ngành công nghiệp xăng dầu, thành lập ngày 6 tháng 6 năm 2008.

## Hoạt động kinh doanh
- Xuất nhập khẩu dầu thô và kinh doanh dầu quốc tế
- Kinh doanh phân phối các sản phẩm dầu
- Sản xuất, chế biến xăng dầu, dầu mỡ nhờn

## Lịch sử
- PVOIL được thành lập theo Quyết định số 1250/QĐ-DKVN ngày 6/6/2008 của Hội đồng Quản trị Tập đoàn Dầu khí Việt Nam trên cơ sở hợp nhất Tổng công ty Thương mại dầu khí (Petechim) và Công ty Chế biến và Kinh doanh phân phối sản phẩm dầu mỏ (PDC).
- Ngày 1/8/2018, PVOIL chuyển sang hoạt động theo mô hình công ty cổ phần.

## Ban lãnh đạo (hiện nay)
- Chủ tịch HĐQT: Cao Hoài Dương
- Tổng Giám đốc: Đoàn Văn Nhuộm

## Danh hiệu
- Huân chương Độc lập hạng Ba (năm 2011)

## Giải thưởng
- Top 500 doanh nghiệp lớn nhất Việt Nam[2]
- Top 100 công ty đại chúng lớn nhất Việt Nam (2019)[3]
- Top 50 thương hiệu dẫn đầu Việt Nam (2020)[4]

Cùng một số giải thưởng khác...